# Давньоримські пам'ятки, кафедральний собор Св. Петра та церква Богоматері в місті Трір
Давньоримські пам'ятки, кафедральний собор Св. Петра та церква Богоматері в місті Трір — група давньоримських та середньовічних пам'яток міста Трір та прилеглої громади Ігель. Місто Трір було засноване римлянами 16 року до н. е. під назвою «Augusta Treverorum», тут досі збереглося багато давньоримських пам'яток та сакральних пам'яток середньовіччя, споруджених на римських фундаментах. 1986 року ці пам'ятки було занесено до списку Світової спадщини ЮНЕСКО.
1 жовтня 2009 року було випущено пам'ятну золоту монету 100 € з мотивом «Світова спадщина ЮНЕСКО – Давньоримські пам'ятки, кафедральний собор Св. Петра та церква Богоматері в місті Трір».

## Пам'ятки
Пам'ятки, що увійшли до списку Світової спадщини ЮНЕСКО :
- Давньоримські пам'ятки в Трірі:
  - Порта Нігра
  - Амфітеатр
  - Імператорські терми
  - Базиліка Костянтина
  - Терми Варвари
  - Римський міст

- Середньовічні пам'ятки в Трірі:
  - Трірський кафедральний собор
  - Церква Богоматері

- Давньоримська пам'ятка в Ігелі:
  - Ігельська колона

## Галерея

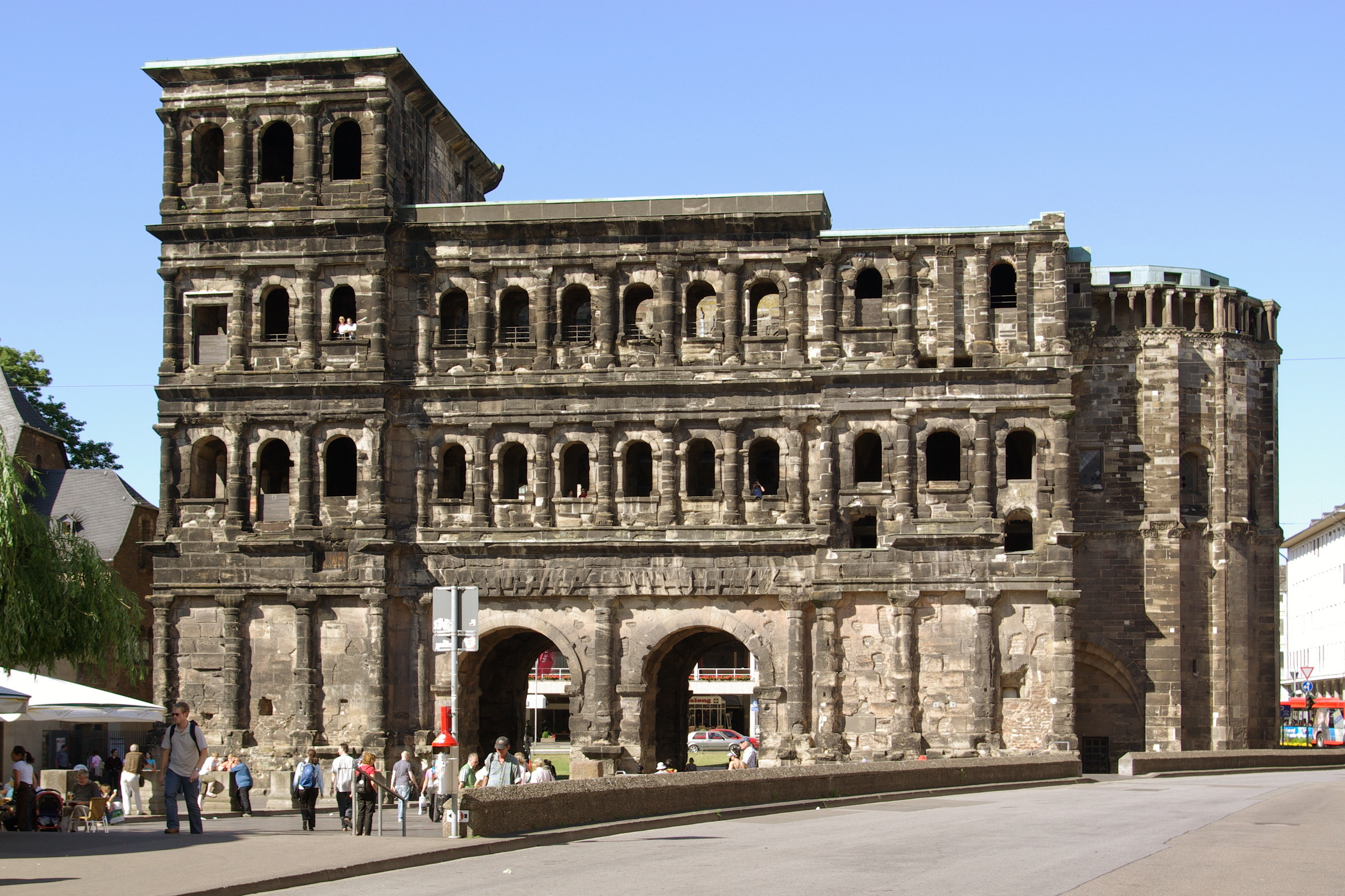
Порта Нігра
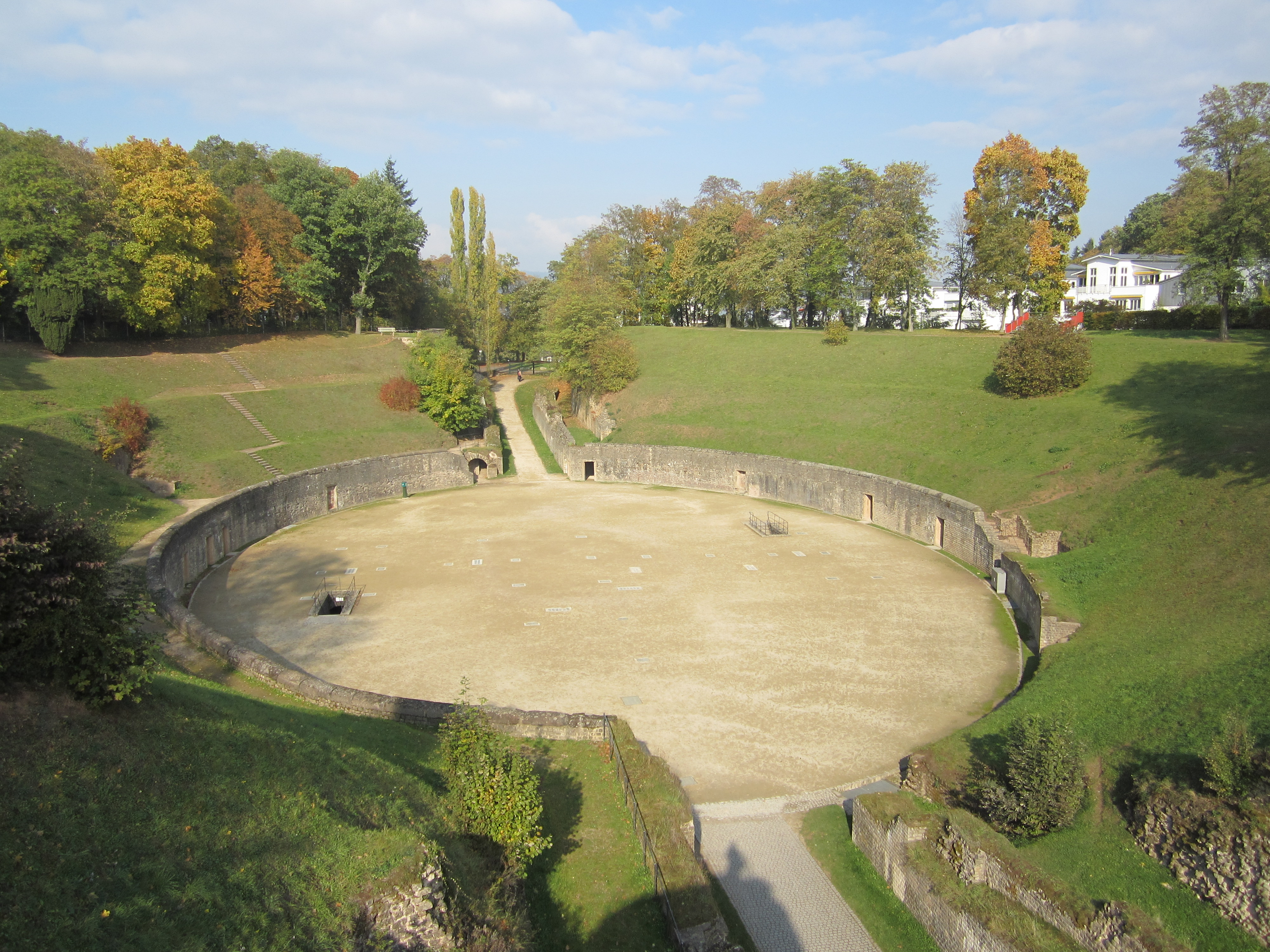
Амфітеатр (Трір)
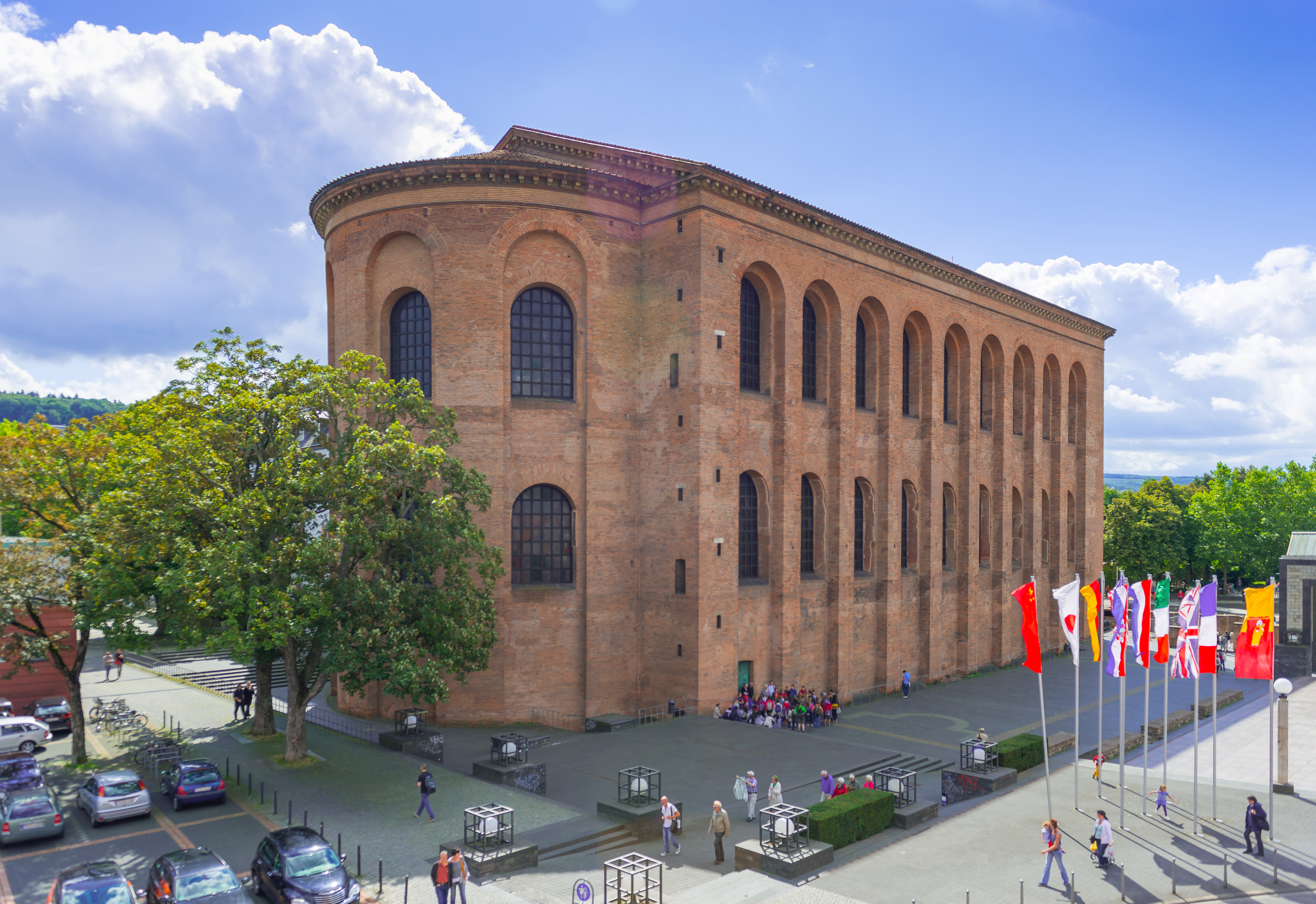
Базиліка Костянтина
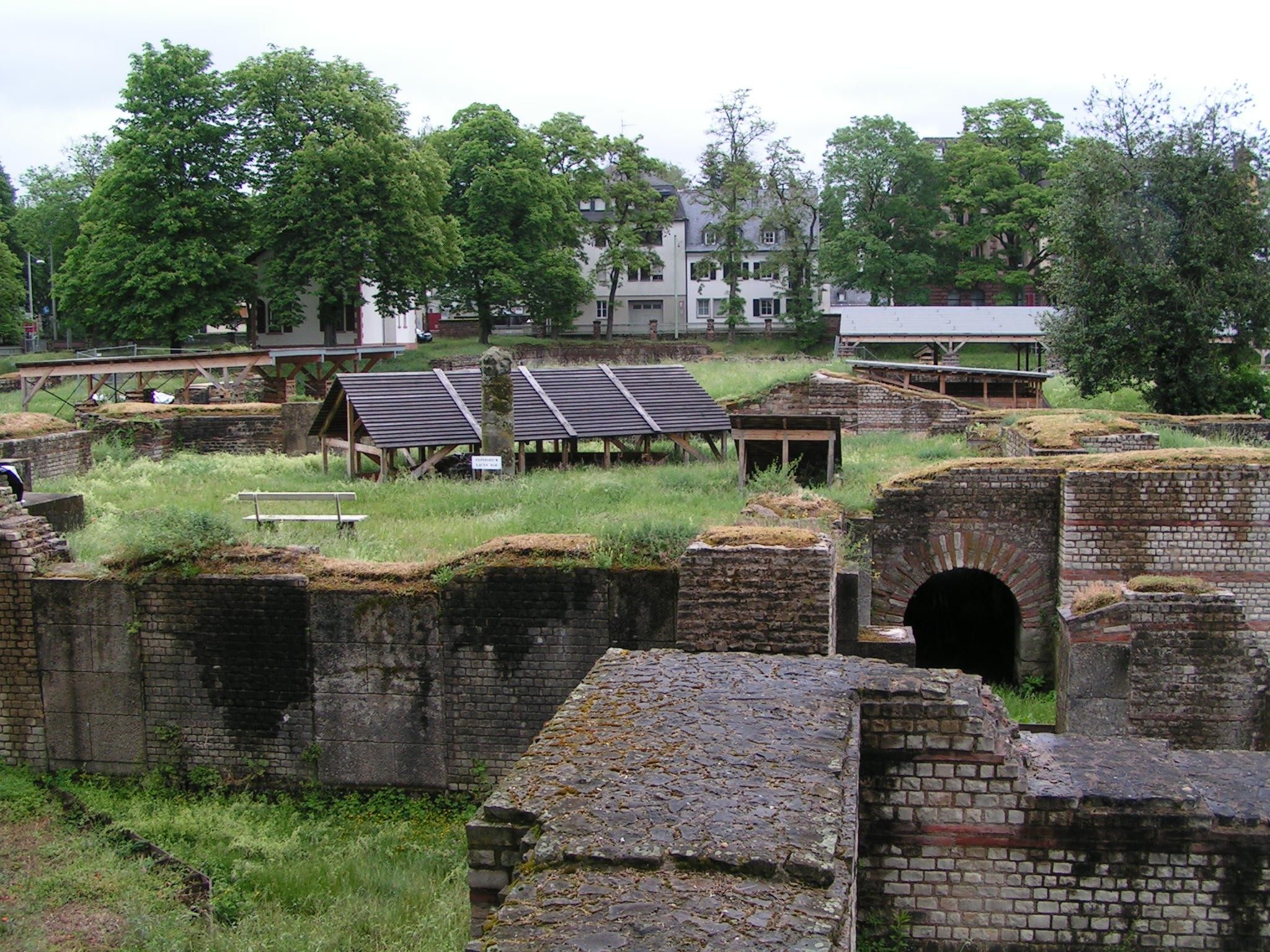
Терми Варвари
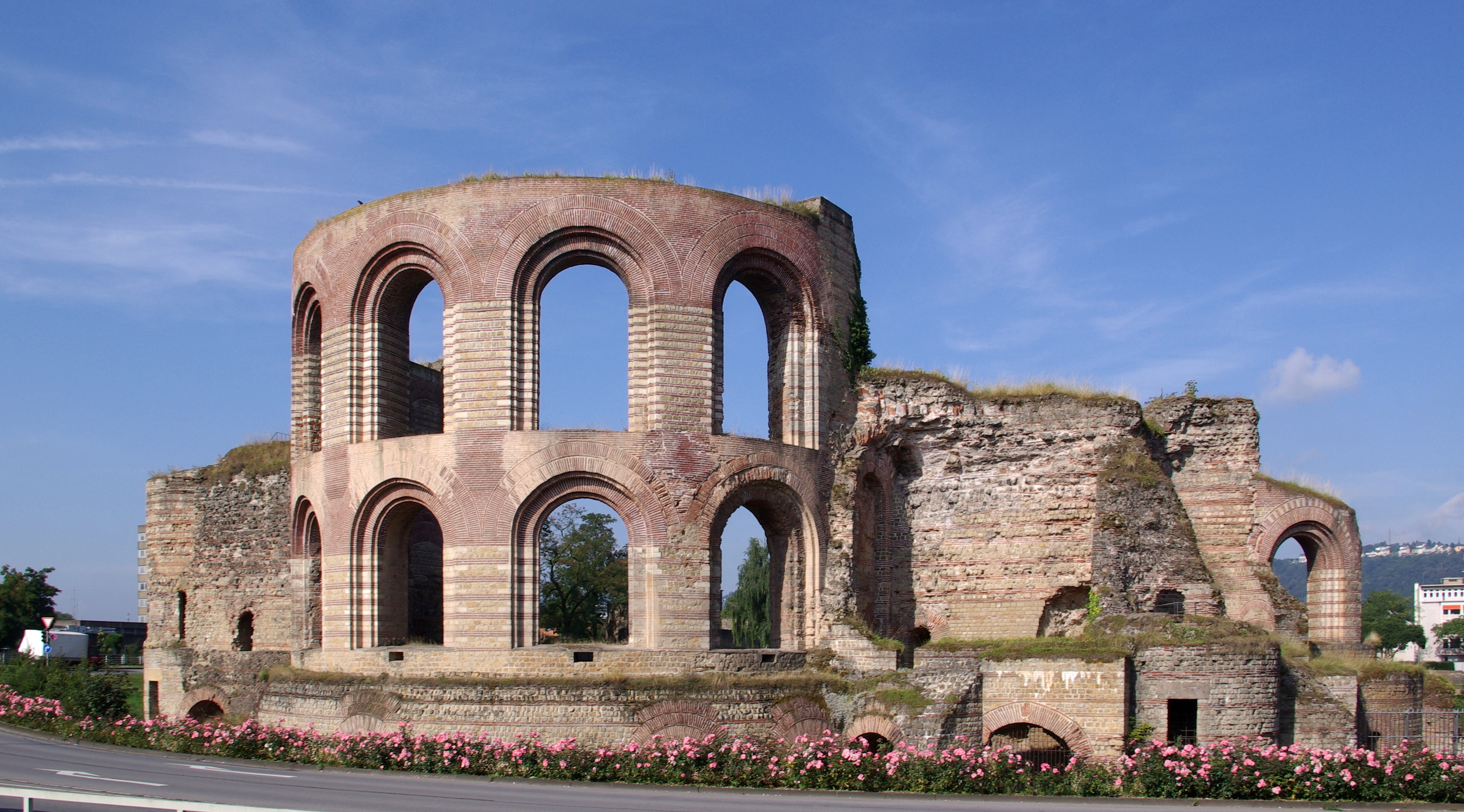
Імператорські терми
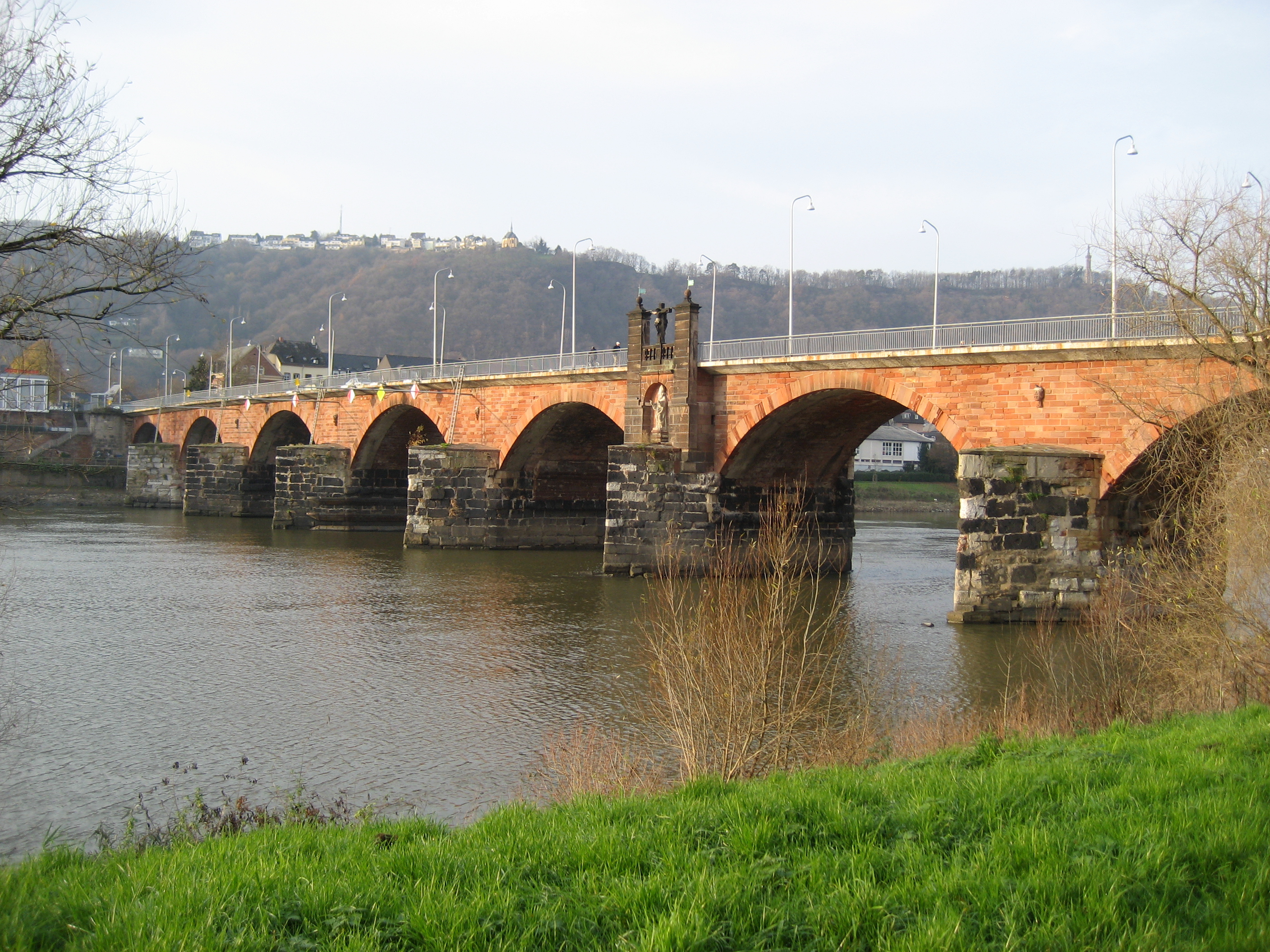
Римський міст (Трір)
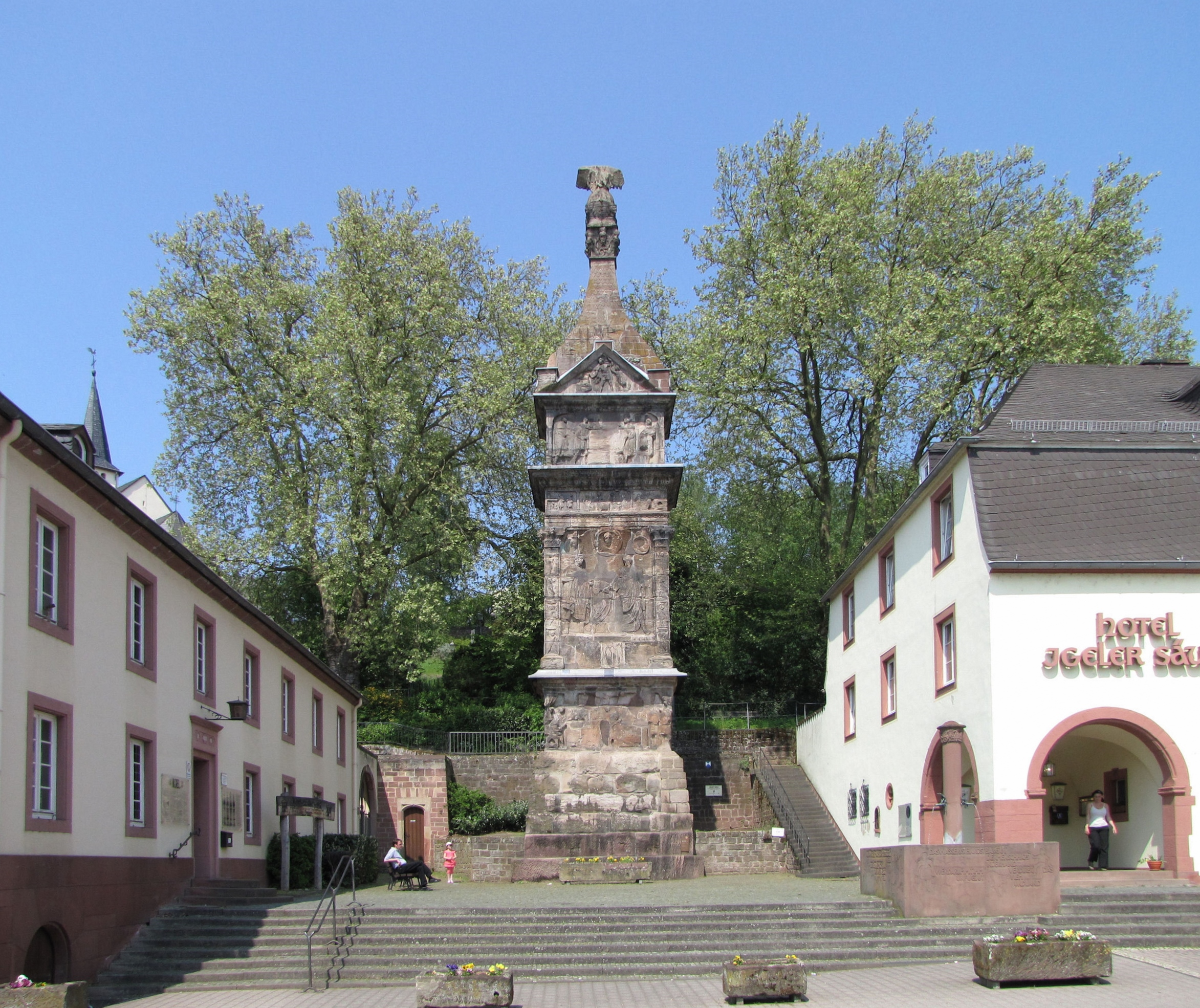
Ігельська колона
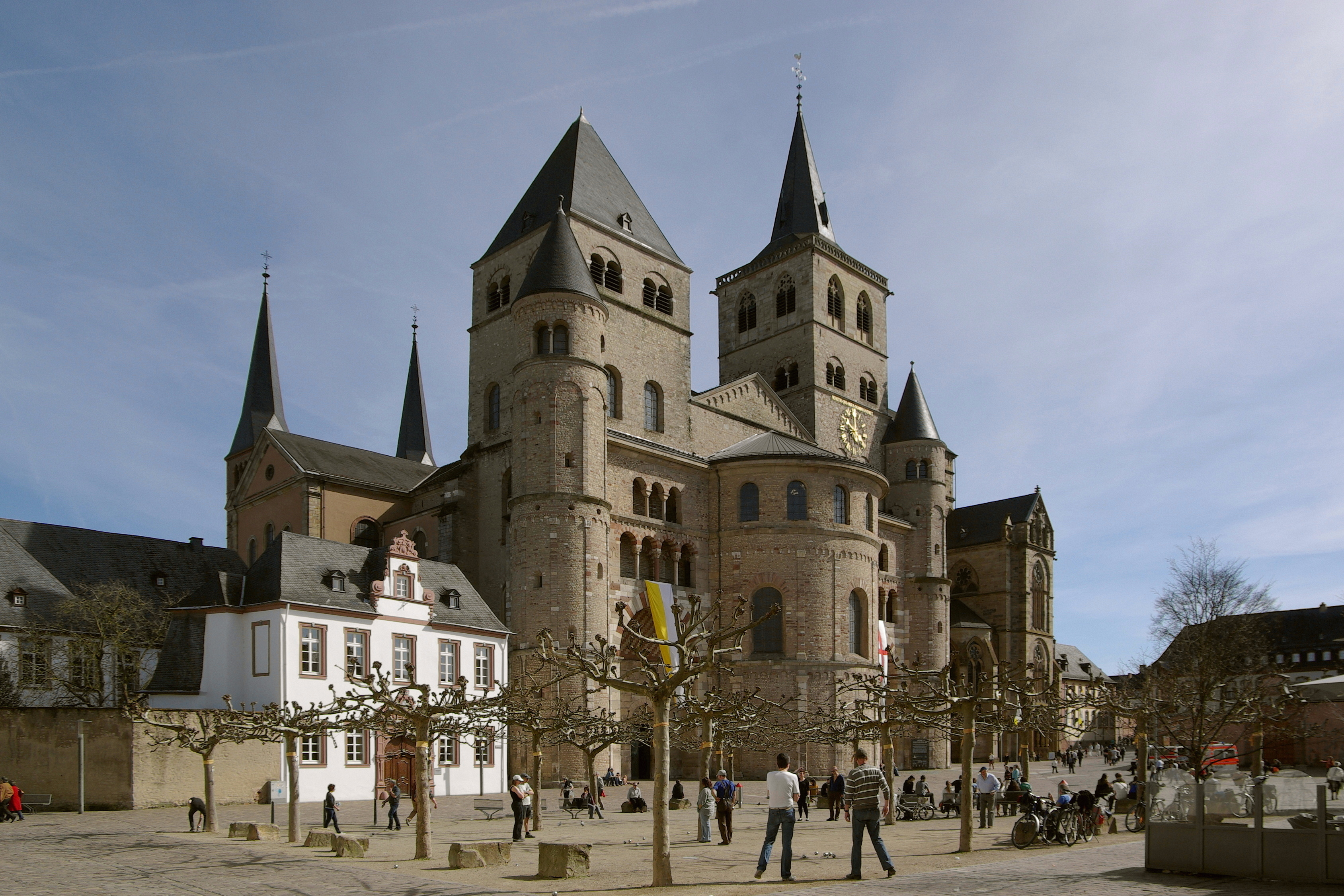
Трірський собор
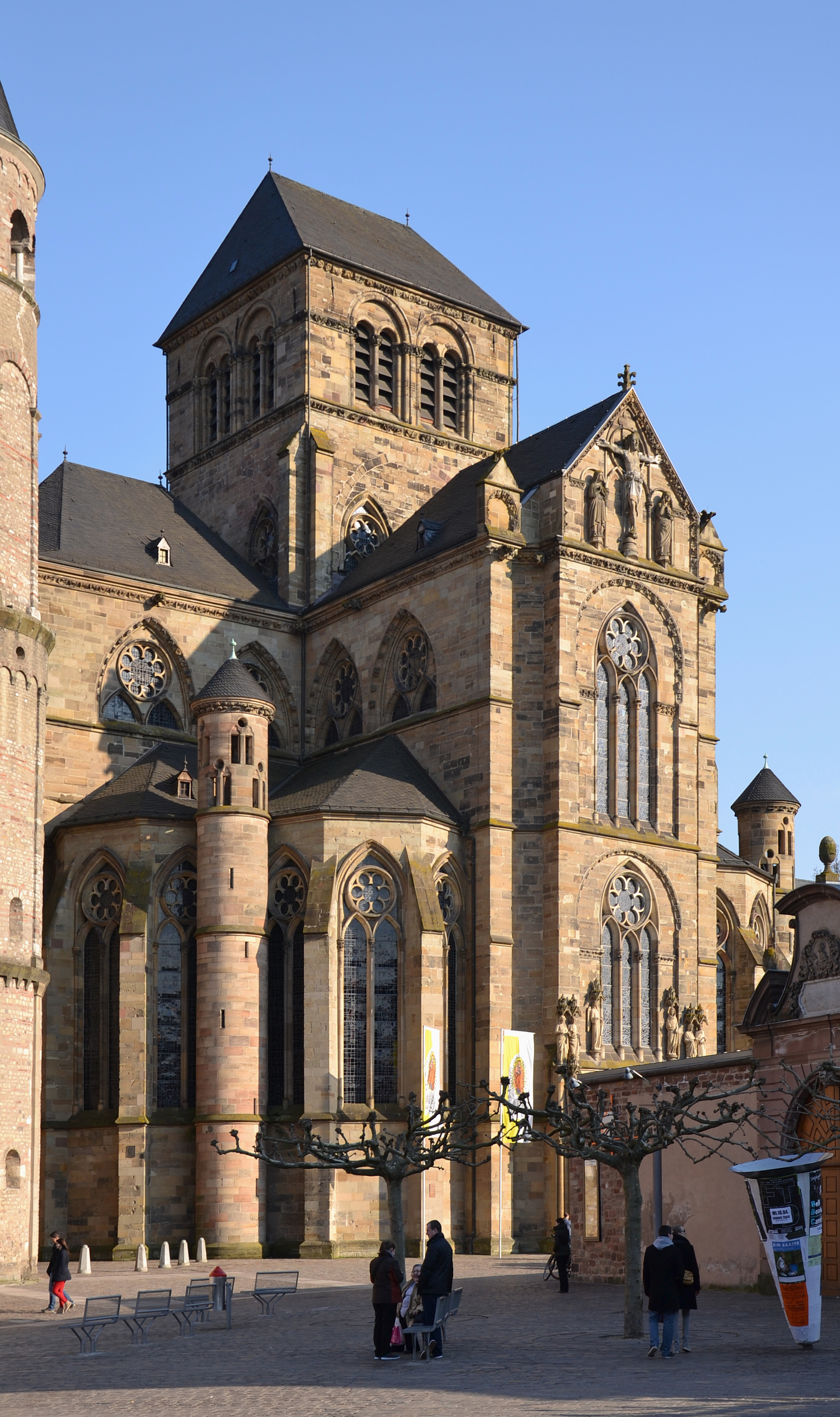
Церква Богоматері (Трір)